# Baie de Malpèque
Pour le village, voir Malpeque Bay.

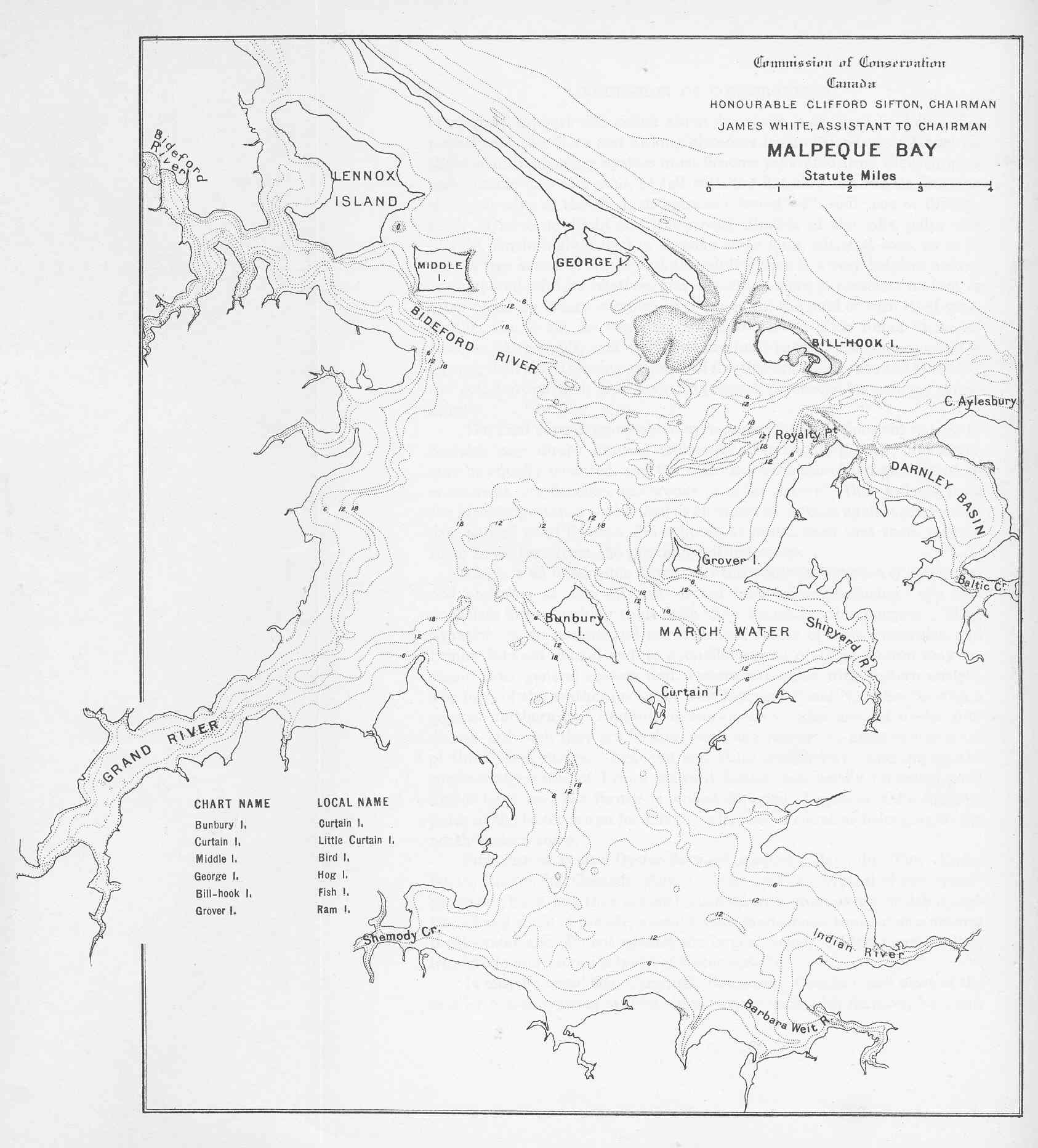
Carte de la baie de Malpèque.

La baie de Malpèque est une baie de la côte Nord-Est de l'Île du Prince-Édouard, au Canada, donnant sur le golfe du Saint-Laurent. La baie de Malpèque est vaste mais peu profonde. Elle s'enfonce profondément dans les terres et partage presque l'île en deux : la bande de terre entre la baie de Malpèque et la rive Sud de l'île n'a que 7 km de largeur au niveau de Summerside.

## Étymologie
Le nom « Malpèque » provient du mot micmac makpaak, signifiant «la grande eau».

## Géographie
La baie de Malpèque s'étend sur 244 km2. Partiellement fermée par une série de bandes de sable, elle comprend plusieurs îles :
- Lennox Island, (coordonnées : 46° 37' 43" N / 63° 52' 31" O), île habitée, d'environ 3,75 km de longueur ;
- Bird Island, (coordonnées : 46° 35' 34" N / 63° 49' 56" O), petite île carrée, de moins de 1 km de longueur ;
- Hog Island, (coordonnées : 46° 35' 25" N / 63° 47' 35" O), île triangulaire, de moins de 1,8 km de longueur ;
- Ram Island, (coordonnées : 46° 32' 13" N / 63° 45' 17" O), petite île ronde, de moins de 600 m de longueur ;
- Courtin Island, (coordonnées : 46° 31' 39" N / 63° 47' 25" O), île triangulaire, de moins de 2 km de longueur.

## Économie
La baie de Malpèque est réputée pour ses huîtres et ses moules.